# Platja de la Barceloneta
La platja de la Barceloneta es troba al barri del mateix nom de Barcelona. Comprèn la franja litoral compresa entre el carrer de Pepe Rubianes i l'espigó de Gas. La platja té una llargada d'uns 400 metres i una amplada mitjana de 79 metres. Juntament amb la de Sant Sebastià és una de les més antigues i de major tradició de la ciutat i també una de les preferides pels usuaris estrangers.
Disposa d'equipaments d'oci com àrees de vòlei platja, taca-taca i àrea de jocs. És una de les platges més freqüentades i compta amb una parada de metro força propera, l'estació de Barceloneta i Ciutadella.

## Galeria d'imatges

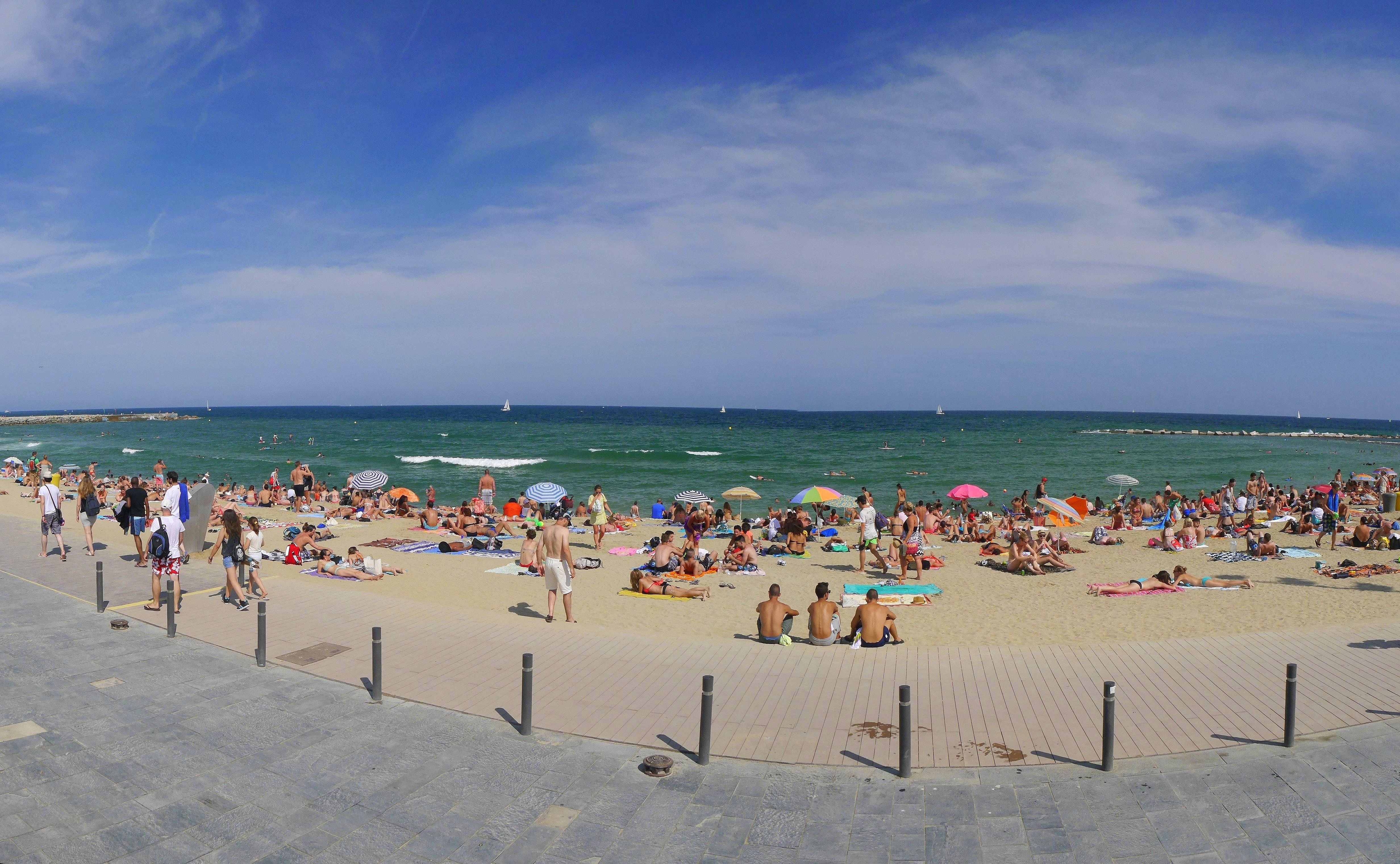
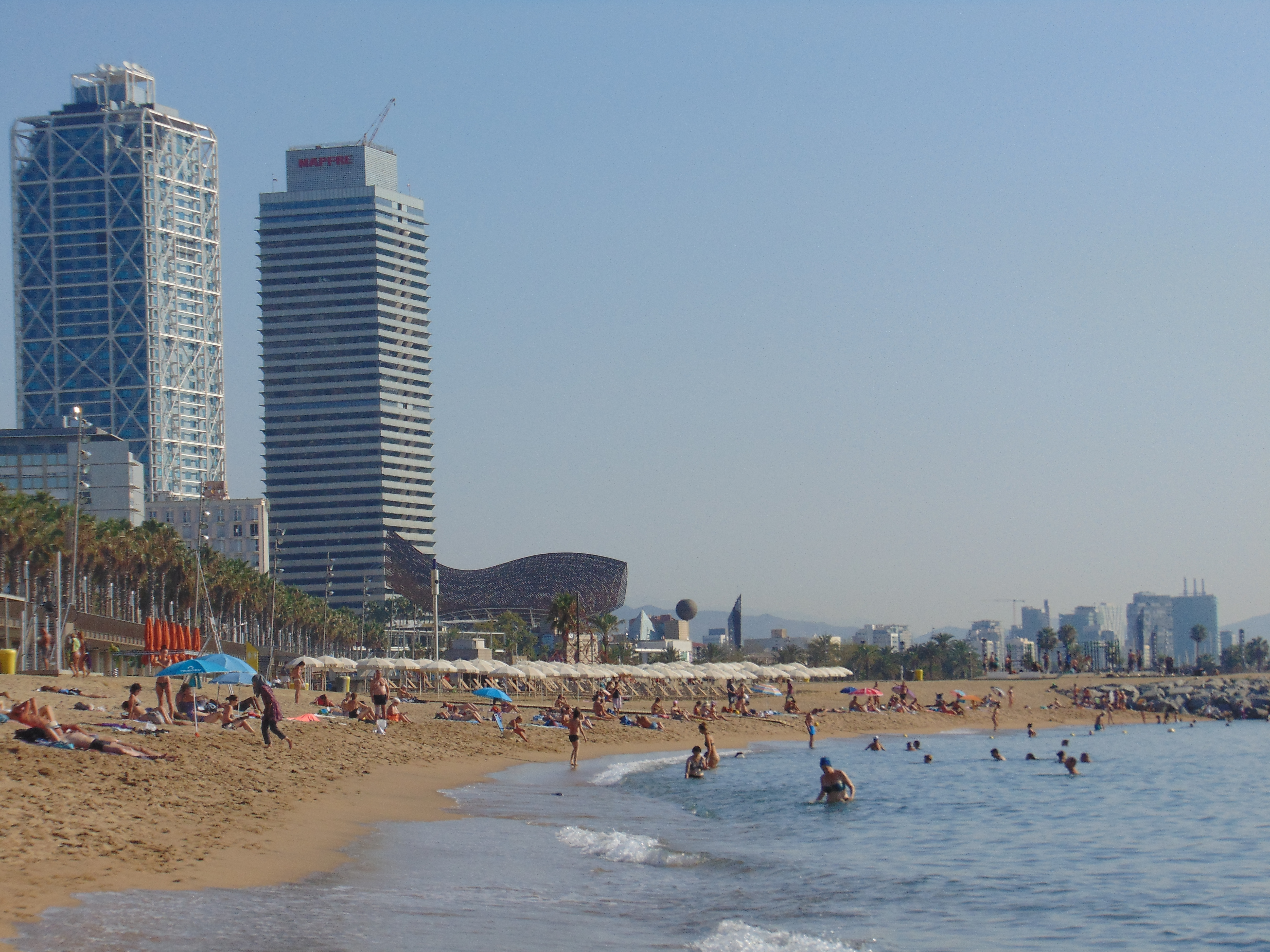

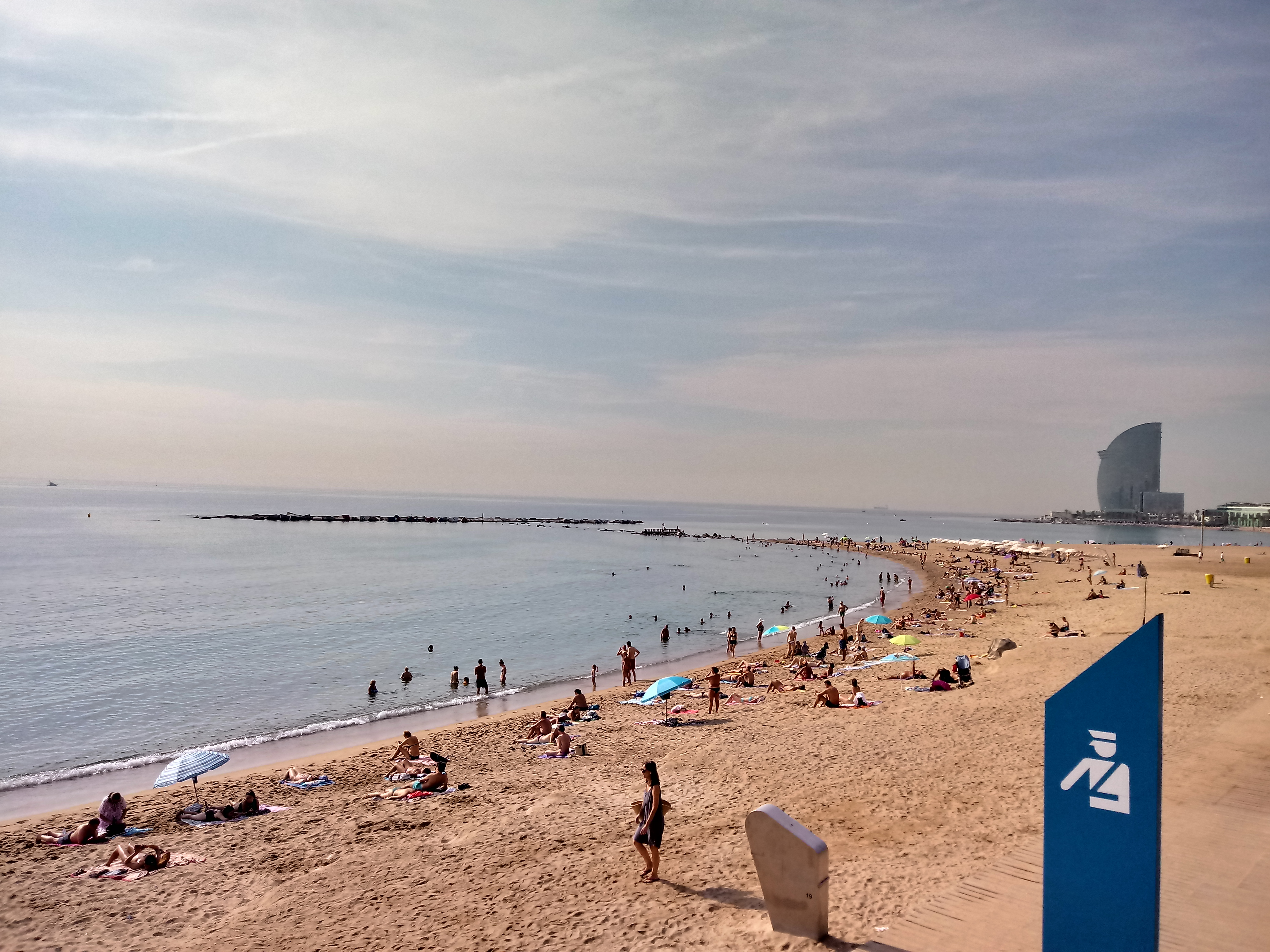
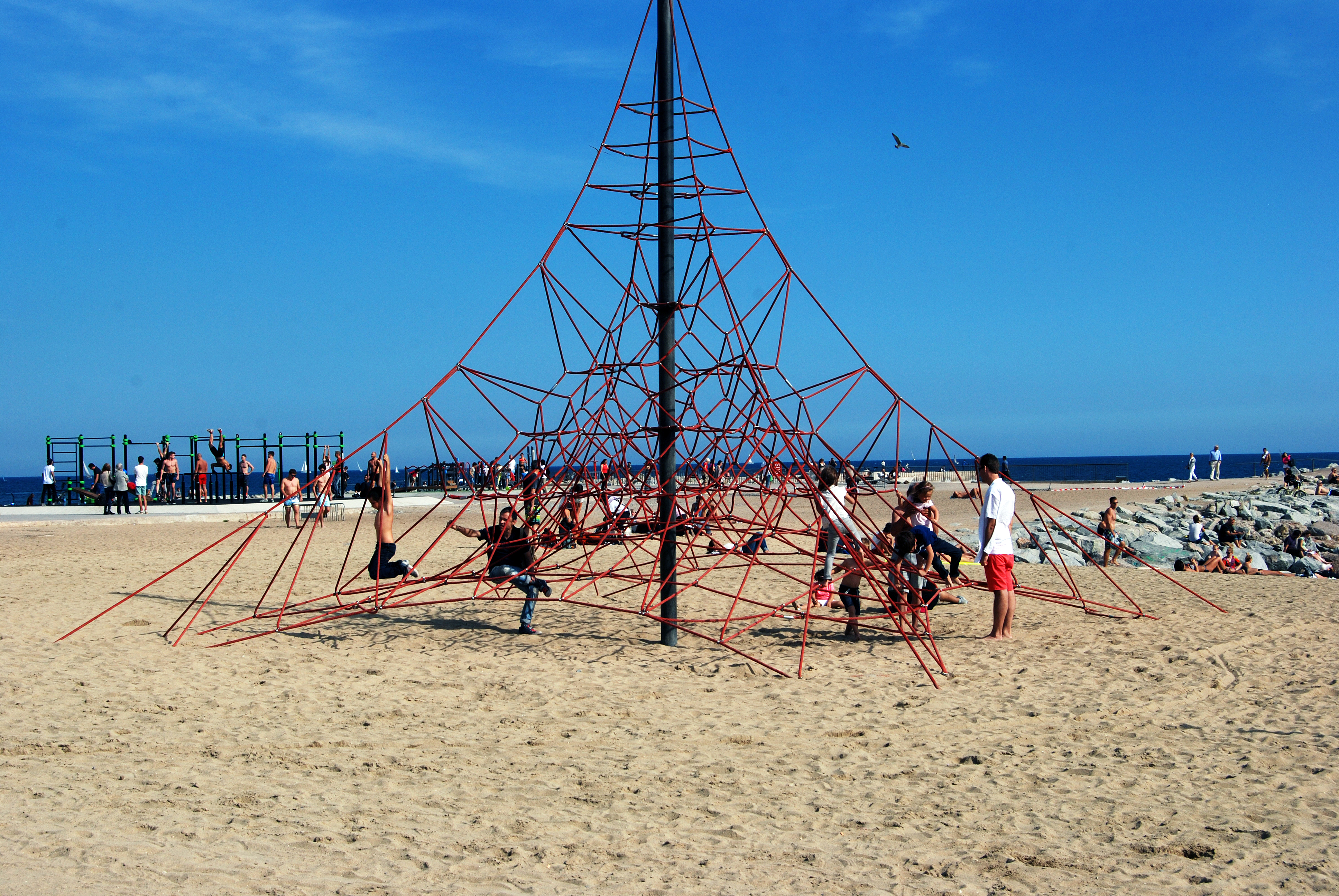

Platges de Barcelona